# Shomalia olivieri
Shomalia olivieri är en växtart i släktet Shomalia och familjen flockblommiga växter.
Arten är en perenn ört som förekommer i norra och mellersta Iran. Den beskrevs först som Seseli olivieri av Pierre Edmond Boissier 1844, och fick sitt nuvarande namn av Dmitrij Lyskov 2022.